# Indiskt marmeladträd
Indiskt marmeladträd eller behlträd, Aegle marmelos (L.) Corrêa, är den enda arten i marmeladträdssläktet (Aegle), inom familjen vinruteväxter. Arten har sitt ursprung i de tropiska delarna av södra Asien.  
Indiskt marmeladträd bildar taggiga träd som kan bli 6 meter höga. Taggarna sitter ensamma eller i par och blir cirka 1,5 cm långa. Bladen är stödda med 3–5 delblad. De är sparsamt mjukhåriga, brett lansettlika, rundade och något naggade. Blommorna kommer i vippor i bladvecken och är väldoftande. Fodret är kupolformat med 3–5 flikar. Kronbladen är 4–5, utbredda, grönvita och relativt tjocka. Ståndarna är cirka 50 och fria eller i buntar. Fruktämnet har 9–22 rum, det är kalt och har en kort pistill. Pistillens märke är huvudlik eller rundad. Frukten blir 5–10 cm och är rund eller äggrund, grönaktig till gulgrön med vedartat skal. Fruktköttet är blekt orange, svampigt och aromatiskt. Fröna är många, flata och ulliga och ligger inbäddade i en klibbig gelé.

## Användning
Den färska frukten används till marmelad. Som torkad används frukten att bota diarré, dysenteri och som tvålsubstitut.

## Underart
- Aegle marmelos var. mahurensis Zate